# Pucken
Mit der Wortneuschöpfung Pucken bezeichnet man Wickeltechniken, bei denen Säuglinge in den ersten Lebensmonaten eng in ein Tuch eingebunden werden. Es handelt sich hierbei um moderne Abwandlungen von sehr alten Methoden der Säuglingspflege, die gewöhnlich als Wickeln bezeichnet werden. Im Unterschied zu den traditionellen Wickelmethoden wird das Kind beim Pucken nicht mit langen Stoffbändern umwickelt, sondern mit Tüchern umgeben.
Ziel des heutigen Puckens ist es, dem Neugeborenen Grenzen für die Bewegung seiner Arme und Beine zu setzen. Diese Grenzsetzung wird als hilfreich für die Beruhigung des Kindes angesehen. Außerdem wirke es schlaffördernd. Über die Art und Weise, die Festigkeit und Dauer der Anwendung dieser Techniken herrscht kein Konsens. Daher ist nicht völlig klar, welche Technik jeweils mit Pucken bezeichnet wird: Die Formen reichen vom festen Einbinden in Stofftücher über die Verwendung von Textilien mit Klettverschluss zum Fixieren der Arme bis hin zur Verwendung eines Schlafsacks. Auch die Fixierung von Armen und Beinen wird unterschiedlich gehandhabt.
Die Wirkung des Puckens auf Babys wird von Fachleuten kontrovers diskutiert.

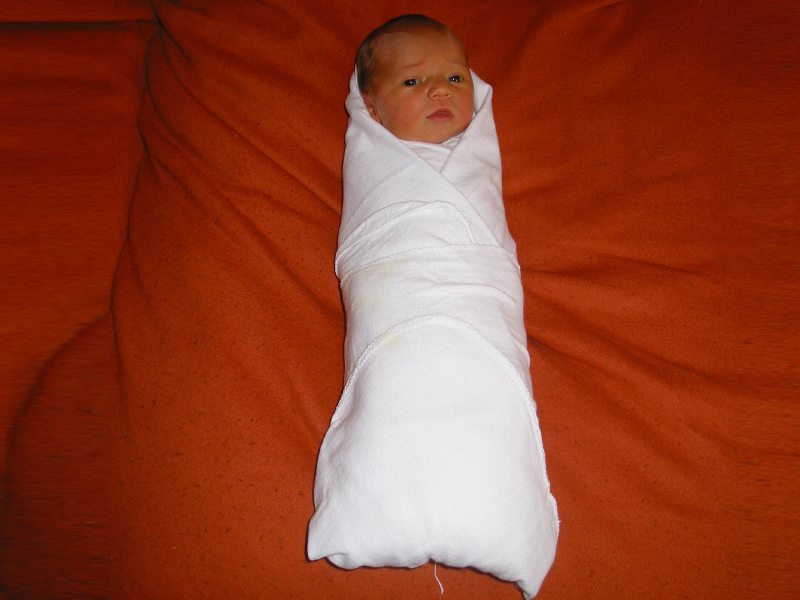
Ein gepuckter Säugling

## Kulturgeschichte
Das heutige Pucken ist eine Abwandlung der historischen Wickelmethoden, wie sie in zahlreichen Kulturen angewendet wurden. Zentral war dabei das Umwickeln des Kindes mit langen Stoffbändern, siehe dazu auch Fatschenkind. Antike Autoren wie der Arzt Soranos von Ephesos (um 100 n. Chr.) gingen davon aus, dass der Körper des Babys weich und formbar sei und daher in eine unbewegliche Streckstellung gebracht werden und geformt werden müsse. Die Befürchtung, dass ohne das Wickeln die weichen Glieder des Säuglings deformiert würden, war jahrhundertelang weit verbreitet. Im 18. Jahrhundert wurde das Wickeln zunächst in England weitgehend abgeschafft, später dann in den übrigen westeuropäischen Ländern. Im westlichen Kulturraum ist die traditionelle Einschnürung der Säuglinge weitgehend aufgegeben worden, in anderen Kulturen wird sie teilweise noch angewandt.
Die deutschen Säuglinge wurden angeblich länger und fester gewickelt als die in Frankreich und in England, wo diese Methode auch früher aufgegeben wurde. Die Position der Aufklärung wird zum Beispiel von Johann Georg Krünitz in der Oeconomischen Encyklopädie vertreten. Er ist zwar der Ansicht, dass Kinder nach der Geburt zunächst gewickelt werden müssen, um dem Körper Halt zu geben, jedoch nicht in der damals üblichen Art des „Einschnürens“. So heißt es bei ihm:

„Es ist die großte Grausamkeit, ein Kind etliche Stunden lang in die engesten Bande einzuschlagen, um ihm die freye Bewegung der Glieder zu nehmen. […] Das bleiche Gesicht, der magere Körper, und das sieche Leben der in Banden eingekerkert gewesenen Kinder, beweisen genug, wie vielen Schaden die Eingeweide dadurch leiden […] Es ist nicht zu verwundern, wenn die Kinder in diesen Fesseln den ganzen Tag traurig sind, und ausser dem Schlafe ihre Zeit mit Weinen zubringen.“

Krünitz empfiehlt, das Baby schon nach 14 Tagen nur noch locker zu wickeln, damit es sich bewegen könne.
Dennoch wurde diese Wickelmethode in Deutschland einigen Quellen zufolge noch im 19. Jahrhundert relativ strikt angewandt. Im Jahr 1877 erschien in einem englischen Magazin ein Artikel, in dem ein deutsches Baby als „klägliches Objekt“ bezeichnet wird, das wie eine Mumie eingewickelt werde und nur kurz zum Wechseln der Windeln von seinen Bandagen befreit werde. Diese Methode wurde bis zum sechsten Monat angewandt. Noch Anfang des 20. Jahrhunderts wurden deutsche Säuglinge in den ersten acht Wochen nur zum Windelwechsel herausgenommen, weil man den Körper für extrem schwach und zerbrechlich hielt.

## Wirkungen des Puckens
Die Reaktionen der Babys auf das Gewickeltwerden sind unterschiedlich: Viele wehren sich zunächst gegen das Gewickeltwerden, geben aber dann schnell auf und werden passiv. Sowohl Weinen außerhalb des Wiegenbretts kommt vor als auch Verweigern des Wiegenbretts nach längerer Zeit außerhalb. Verschiedene Untersuchungen konnten zeigen, dass gepuckte Kinder länger und ruhiger schlafen, dabei mehr Zeit im Non-REM-Schlaf verbringen und weniger leicht spontan, jedoch leichter bei akustischen Reizen aufwachen. Einzelne Autoren halten diese Methode für geeignet, die Akzeptanz der Rückenlage zur Vorbeugung gegen plötzlichen Kindstod zu erhöhen, da viele Eltern trotz anderslautender Empfehlungen die risikoreichere Bauchlage vorziehen, weil die Kinder auf dem Bauch angeblich besser schlafen würden.

### Positive Effekte des Puckens bei vorgeschädigten Babys und Frühgeborenen
Es gibt Hinweise, dass diese Wickelmethode die Schreidauer signifikant bei hirngeschädigten Babys verringern kann und schmerzberuhigend wirkt. Daher wird das Pucken von verschiedenen Seiten auch zur Unterstützung der Behandlung von Schreibabys empfohlen. Pucken wirkt unterstützend in Fällen des Neonatalen Abstinenzsyndroms sowie bei neonatalen Hirnschäden.
Frühgeborene Babys werden nicht traditionell gewickelt. Frühgeborene Babys weisen aufgrund ihrer physiologischen Unreife (insbesondere von Lungen, Nieren und Herz) eine ganze Reihe medizinischer Probleme auf. Ihr motorischer Entwicklungsrückstand ist mitunter beträchtlich, und sie ermüden schnell. In den Frühgeborenenstationen werden zahlreiche medizinische Interventionen ausgeführt, um das Leben dieser Kinder zu erhalten und zu erleichtern. Das „Wickeln“ dieser Frühchen (very low birth weight infants, VLBW infants) erfolgt sehr locker und dient dazu, die schwachen und wenig beweglichen Arme am Körper des Kindes zu halten. Infolge dieser Hilfe kann das frühreife Baby gewisse Bewegungen ausführen. Ziel dieser Wickelform ist also die Erleichterung von Bewegungen. Daher ist diese Form des „Wickelns“ vom eigentlichen Wickeln zu unterscheiden. Die extrem retardierte motorische Entwicklung dieser Kinder erfordert die Simulation des zuvor „schwerelosen“ Zustands der Arme im wässrigen Medium des Uterus. Daher werden die Arme der Kinder in Beugung (nicht in Streckung wie bei Soranus beschrieben) gewickelt, die Hände nahe am Mund platziert. Diese Position erlaubt die Selbstberuhigung, etwas, was bei gewöhnlichem Wickeln gerade verhindert wird. Frühgeborene zeigten eine verbesserte neuro-muskuläre Entwicklung, weniger physiologischen Stress, bessere Motorik und bessere Selbstregulation, wenn sie gewickelt wurden.

### Negative Effekte des Puckens
Empirisch nachgewiesene negative Wirkungen des Puckens bzw. Wickelns beziehen sich auf folgende Probleme:
- Traditionelle Formen des Wickelns erhöhen das Risiko für Hüftdysplasie,[12] sofern dabei die Beine gestreckt und aneinandergelegt werden.
- Während das Pucken zunächst die risikoärmere Rückenlage fördert, führt die Kombination von Pucken und Bauchlage zu einem höheren Risiko für den plötzlichen Kindstod.[13] Es sollte daher beendet werden, wenn sich der Säugling selbständig zu drehen beginnt.[6]
- Das Risiko, an Atemwegsinfektionen zu erkranken – insbesondere bei zu engem Wickeln[6] – war in einer Studie um das Vierfache erhöht.[14]
- Bei Fehlanwendung besteht die Gefahr von Überwärmung (Hyperthermie).[6]
- Durch das lange ruhige Liegen besteht die Gefahr der Abplattung des Hinterkopfs.[15]
- Wickeln unmittelbar nach der Geburt kann bei normal entwickelten Babys zu einer verspäteten Gewichtszunahme führen.[6] Dieser Effekt wird von den Autoren einer Studie auf den verringerten direkten Hautkontakt zwischen Baby und Mutter zurückgeführt.[16] Werden Kinder während der ersten zwei Stunden nach der Geburt gewickelt und räumlich von der Mutter getrennt oder fehlt dabei der Hautkontakt, werden mütterliches Beziehungsverhalten, affektive Zuwendung und Gegenseitigkeit nachhaltig erschwert, wie anhand einer Untersuchung von Mutter-Kind-Dyaden bei einjährigen Babys festgestellt wurde.[17]
- Wickeln geht mit verringertem Körperkontakt zwischen Kind und Mutter einher.[18]